# Iris Ganibegovic
Iris Ganibegovic, född 4 februari 1990, är en svensk handbollsspelare. Han är vänsterhänt och spelade oftast högersexa. 

## Karriär
Iris Ganibegovics moderklubb var Skånela IF. Under en del av säsongen 2008/2009, då han spelade för Skånela i division 1, lånades han till Hammarby IF och gjorde där sina första elitseriematcher. Efter säsongen 2008-2009 gick han till OV Helsingborg, som då spelade i elitserien. Säsongen 2010/2011 var han under tre matcher utlånad till HK Malmö. Efter tre år i OV Helsingborg lämnade Ganibegovic klubben. Han återvände till Skånela.  Han spelade två säsonger för moderklubben innan han 2014 åter valde en elitserieklubb. Hans sista år i högstaligan spelade han för Ricoh 2014-2017. 2017–2019 återvände han åter till Skånela för att där avsluta sin karriär. Efter säsongen 2018-2019 stod det klart att Ganibegovic avslutar sin handbollskarriär. Han spelade sedan i några kval till elitserien för Skånela bland annat fem matcher i kvalet 2023 mot Lugi HF.